# Director de ejecución de obra
El Director de Ejecución de la Obra (DEO), es la figura creada por la Ley de Ordenación de la Edificación de España (LOE), en su objetivo de definir las responsabilidades de cada agente de la edificación. 

Este agente forma parte de la Dirección Facultativa, junto con el director de Obra y el Coordinador de Seguridad y Salud. 

De acuerdo con el artículo 13.2 de la LOE, las titulaciones académicas habilitantes para poder desempeñar este puesto son:

Cuando las obras a realizar tengan por objeto la construcción de edificios para los usos indicados en el grupo a) del apartado 1 del artículo 2, la titulación académica y profesional habilitante será la de arquitecto técnico. Será esta asimismo la titulación habilitante para las obras del grupo b) que fueran dirigidas por arquitectos. En los demás casos, la dirección de ejecución de la obra podrá ser desempeñada indistintamente por profesionales con la titulación de arquitecto, arquitecto técnico, ingeniero o ingeniero técnico.

Este cargo tiene asignadas por ley unas obligaciones que según los métodos actuales de contratación y ejecución de las obras, pueden quedar reducidas y/o asumidas por el constructor, a pesar de que el DEO trabaja directamente para el promotor.

Según la LOE, el DEO debería realizar entre otras cosas verificaciones de todos los productos de construcción que van a emplearse, así como ordenar ensayos y pruebas precisas. Además debería dirigir la ejecución material, mientras elabora y suscribe las certificaciones parciales, que son la factura que mensualmente el promotor paga al constructor. 

En el mundo real de la construcción, la figura del DEO es extremadamente variable en función a la persona que desempeñe el cargo. Existen varias formas de ejercer este cargo, que normalmente, como es lógico, van en función a los honorarios que el arquitecto técnico reciba. 
La principal tarea del DEO es, por decirlo de alguna forma más sintetizada, hacer de representante del promotor, junto al arquitecto, frente al constructor, y asegurarse de que este último cumple las condiciones del contrato que tienen entre ambos, así como asegurarse de que la factura mensual que el promotor abona al constructor es la adecuada en función al trabajo realizado por el constructor durante ese mes, o periodo estipulado entre ambos (promotor y constructor).